# Реставрація Тунчжи

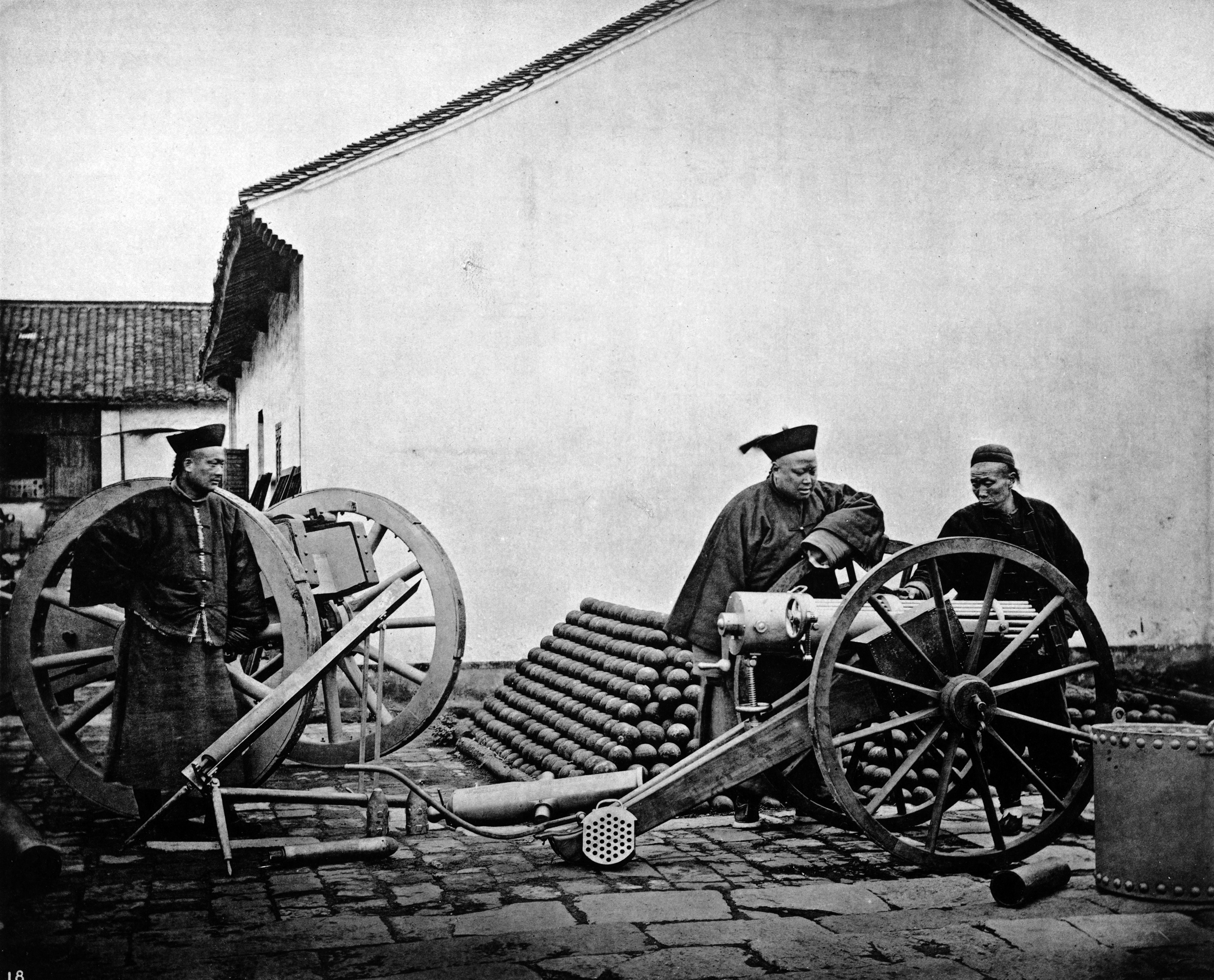
Цінські старшини у Нанкінському арсеналі, збудованому Лі Хунчжаном у 1865 році.

Реставрація Тунчжи (спрощ.: 同治中兴; кит. трад.: 同治中興; піньїнь: Tóng Zhì Zhōngxīng) — серія політичних реформ у 1860–1874 роках у Китаї, за правління маньчжурської династії Цін. Проводилася за життя малолітнього імператора Цзайчуня, що керував під девізом правління Тунчжи. Фактичним провідником реформ була його мати, регентша Цисі.
Метою реставрацію було відновлення могутності Цін, дестабілізованої Тайпінським повстанням та поразками на міжнародній арені після Опіумних воєн. Завданнями реформ були вестернізація господарства й збройних сил, а також залучення не-маньчжурських еліт до центрального уряду країни. Останній очолили китайці Цзен Ґофань та Лі Хунчжан, які зайнялися перетвореннями в економіці та адмініструванні. В ході реставрації було започатковано будівництво перших китайських заводів, фабрик, арсеналів і залізниць за європейськими зразками, під керівництвом іноземних радників. Новостворене міністерство закордонних справ було покликано переглянути нерівноправні договори з імперіалістичними державами. Незважаючи на короткочасну стабілізацію політично-соціальної ситуації в країні, реставрація не змогла спинити занепаду імперії.